# Jungermannia yangii
Jungermannia yangii là một loài Rêu trong họ Jungermanniaceae. Loài này được M.J. Lai mô tả khoa học đầu tiên năm 1976.